# Wenling
Wenling är en stad på häradsnivå i som lyder under Taizhous stad på prefekturnivå i Zhejiang-provinsen i östra Kina. Staden har kust mot Östkinesiska havet. Den ligger omkring 240 kilometer sydost om provinshuvudstaden Hangzhou. 
Befolkningen uppgick till 1 162 783 invånare vid folkräkningen år 2000, varav 145 626 invånare bodde i huvudorten Taiping. Andra större orter i stadshäradet är (med invånare 2000) Zeguo (84 133), Hengfeng (76 108), Daxi (61 427), Ruoheng (57 795) och Songmen (55 001). Wenling var år 2000 indelat i 26 köpingar (zhen) och 8 socknar (xiang).